# 林青 (清朝)
林青，字芝田，福建福清县人，清朝政治人物。同進士出身。
嘉慶七年（1802年）壬戌科進士，三甲二十二名。